# Monnina sylvatica
Monnina sylvatica là một loài thực vật có hoa trong họ Polygalaceae. Loài này được Schltdl. & Cham. mô tả khoa học đầu tiên năm 1830.